# داميان فان بروجين
داميان فان بروجين (بالهولندية: Damian van Bruggen)‏ (18 مارس 1996 بأوترخت في هولندا - ) هو لاعب كرة قدم هولندي في مركز الدفاع. شارك مع منتخب هولندا تحت 17 سنة لكرة القدم ومنتخب هولندا تحت 19 سنة لكرة القدم. أما مع النوادي، فقد لعب مع أياكس أمستردام وشباب أياكس.

## روابط خارجية
- داميان فان بروجين على موقع قاعدة بيانات كرة القدم.إي يو (الإنجليزية)
- داميان فان بروجين على موقع Soccerway.com (الإنجليزية)
- داميان فان بروجين على موقع عالم كرة القدم.نت (الإنجليزية)